# سوپر پک-من
سوپر پک-من (به ژاپنی: スーパーパックマン) یک بازی ویدئویی است که توسط شرکت نامکو ساخته شده و در سال ۱۹۸۲ منتشر شد. سوپر پک-من سومین بازی سری پک-من است.